# Simon Groom
Simon Green (nascido em 12 de agosto de 1950) é um apresentador de televisão britânico, mais conhecido por apresentar o programa infantil Blue Peter. Também trabalhava como DJ. Além disso, trabalhou no programa BBC Three Counties Radio.